# Egilolf di Salisburgo
Egilolfo di Salisburgo (... – Salisburgo, 22 agosto (?) 939) è stato un arcivescovo tedesco, arcivescovo di Salisburgo e abate dell'abbazia di San Pietro dal 935 fino alla morte.

## Biografia
Egilolf apparteneva probabilmente alla nobile famiglia bavarese degli Aribonidi e venne insediato per volere del duca Arnolfo di Baviera. Nei documenti restano poche tracce della sua reggenza di soli quattro anni.